# Factfulness

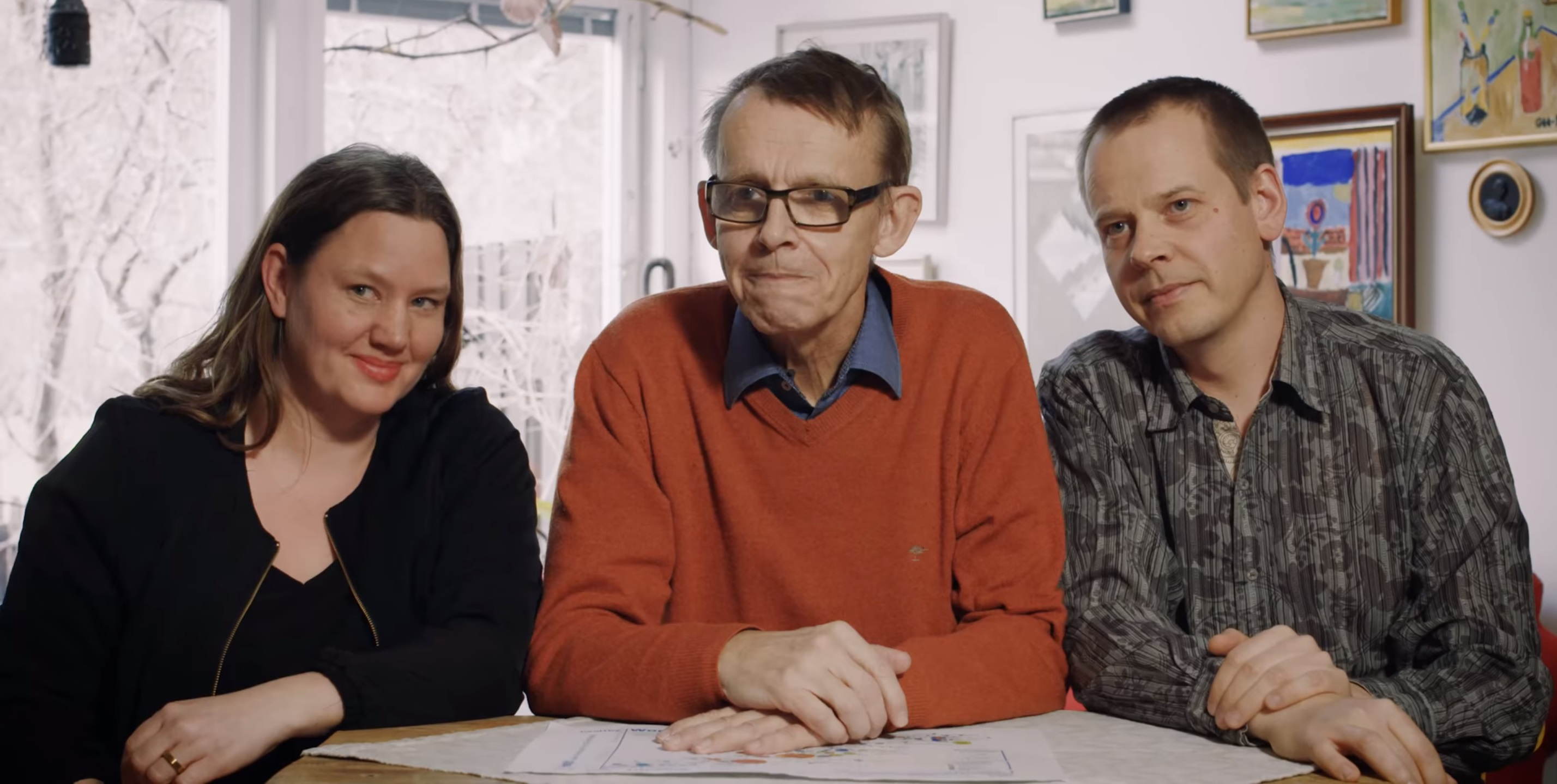
(Från vänster till höger) Anna Rosling Rönnlund, Hans Rosling och Ola Rosling berättar om boken Factfulness 2016.

Factfulness -  Tio knep som hjälper dig att förstå världen är en bok skriven av Hans Rosling, Ola Rosling och Anna Rosling Rönnlund. Boken publicerades postumt 2018 då Hans Rosling avlidit i bukspottkörtelcancer året innan. I boken lyfter Rosling upp faktumet att en stor del av världens befolkning har en föråldrad och felaktig bild av världen. Detta visas i boken med hjälp av ett enkelt test som innehåller tämligen basala frågor om världsläget men som människor tenderar att svara fel på. På så sätt synliggör Rosling att människor i allmänhet uppfattar världen som farligare, fattigare och värre än vad den egentligen är.